# Halveti

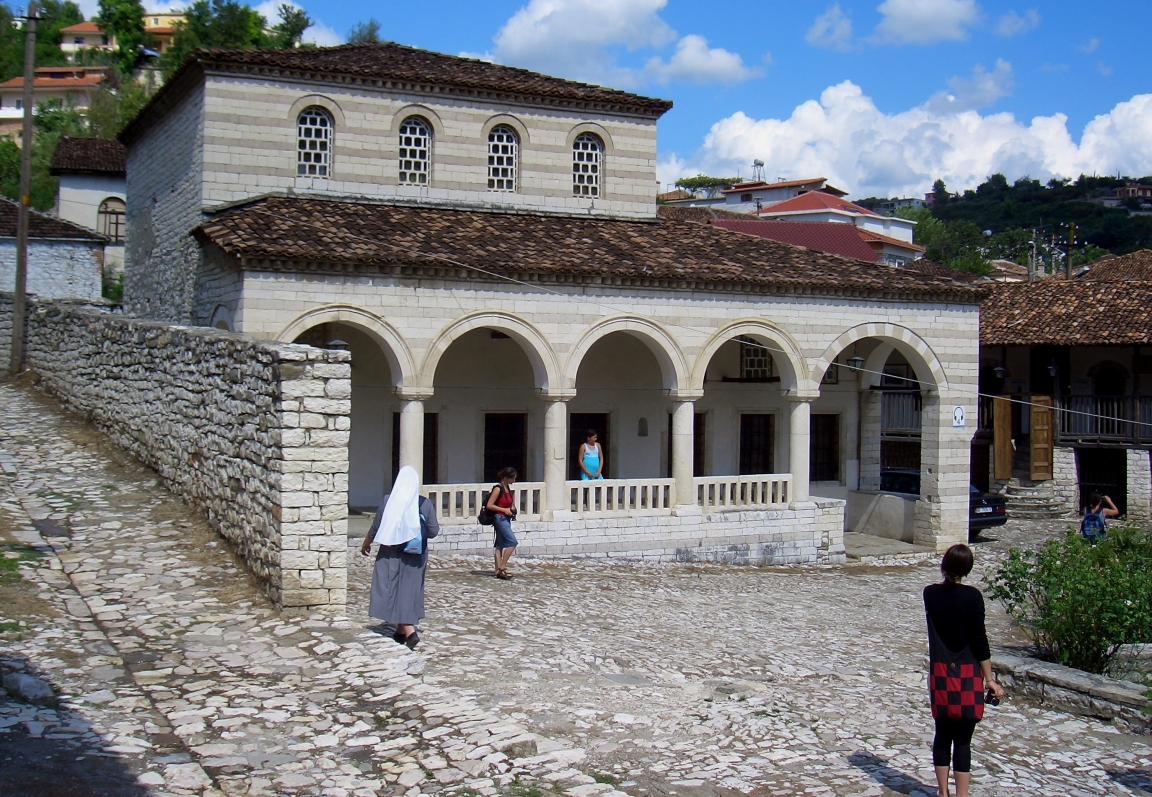
Edificio del antiguo Halveti-Teqe en el centro de Berat

La orden Jalwati (también conocida como as Jalwatiyya, Jalwatiya, o Halveti, como se la llama en Turquía) es una hermandad (tariqa) islámica sufí. Es una de las más conocidas órdenes sufíes, junto con las órdenes Naqshbandi, Qadiri y Shadhili. La orden toma su nombre de la palabra árabe jalwa, que significa “método de retiro o aislamiento del mundo con fines místicos.”
La orden fue fundada por Umar al-Jalwati en la ciudad de Herat en el Jorasán (ahora ubicado en el oeste de Afganistán). No obstante, fue el discípulo de Úmar, Yahya Shirvani, quien fundó el “camino de Jalwati”  Yahya Shirvani escribió Wird al-sattar, un texto devocional leído por casi todas las ramas de la Jalwatiyya.
La orden Jalwati es conocida por la estricta formación ritual de sus derviches y su énfasis en el individualismo. Particularmente, la orden promueve el ascetismo (zuhd) y el retiro (jalwa) individual, diferenciándose de otras órdenes de su tiempo. Esta orden es una de las fuentes doctrinales de muchas otras órdenes sufíes.

## SiglosXVIII-XIX: La Reforma Jalwatí
En su mayoría los especialistas consideran que los jalwatíes experimentaron un resurgimiento durante el siglo XVIII, cuando Mustafa Kamal al-Din-al-Bakri estuvo al frente de ellos. Al-Bakri fue considerado un gran shaykh autor de muchos libros, inventor de las técnicas sufíes, y fue muy carismático. Viajó por Jerusalén, Aleppo, Estambul, Bagdad, y Basora. Cuando murió había escrito 220 libros, en su mayoría acerca del adab. Se dice que vio al profeta diecinueve veces y tres veces a al-Khidr. En muchas ciudades la gente acudía a al-Bakri para recibir su bendición. Tras la muerte de al-Bakri los académicos de los centros jalwatíes creyeron que al-Bakri había establecido “un gran renacimiento  Sufí.” Fue considerado el reformador que renovó la orden Jaalwatí en Egipto. La orden jalwatí sigue siendo fuerte en Egipto, donde las órdenes sufíes reciben un cierto grado de apoyo por parte gubernamental. También permanecen esta orden fuerte en Sudán.
Sin embargo no todos los especialistas coinciden en la influencia atribuida a al-Bakri. Frederick de Jong argumenta en sus compendio de estudios que la influencia de al-Bakri era limitada. Considera que muchos especialistas habla de su influencia, pero sin muchos detalles sobre lo que realmente hizo. Para Jong la influencia de al-Bakri se limitó a añadir una letanía de oración a los rituales jalwatíes. Hizo que sus discípulos leyeran esta letanía antes del amanecer y la llamó "Wird al-sahar". Al-Bakri escribió él mismo esta letanía de oración y pensó que era necesario añadirla a las prácticas de la orden jalwatí. Jong considera que no debiera atribuirse a al-Bakri el resurgimiento de la orden sufí por sus efectos limitados.

## La revuelta Urabi
Algunos miembros de la orden jwaltí estuvieron implicados en movimientos políticos al desempeñar un papel importante en la Revuelta Urabi en Egipto. La Orden ayudó a otras a oponerse a la ocupación británica en Egipto. Los grupos jalwatíes del alto Egipto protestaron contra la ocupación británica debido a los elevados impuestos y al impago de trabajos, lo cual, añadido a la sed, hizo la vida muy dura en los años 1870. Sus protestas se mezclaron con otras propuestas nacionalistas que llevaron a la insurrección Urabi. Se puede decir que la lucha de los jalwatíes para mejorar las condiciones de vida al final llevó a protestas nacionalistas más amplias.

## Tekkes de la orden Jalwatí
La orden Khalwati tenía muchos tekkes en Estambul, siendo los más famosos los de Jerrahi, Ussaki, Sunbuli, Ramazaniyye y Nasuhi. Aunque las órdenes sufíes fueron abolidas por la República de Turquía, casi todas estas son ahora mezquitas y/o lugares a donde acuden los musulmanes para orar.

## Sub-órdenes jalwatíes
- Gulshani
- Jerrahi
- Nasuhi
- Rahmaniyyah
- Sunbuli
- Ussaki